# 애니 라우어더
애니 라우어더 (/ˈraʊ.ərdə/; 1999년 11월 27일 출생)는 미국의 인터넷 유명인, 언론인, 코미디언으로, 위키백과의 사실들을 강조하는 소셜 미디어 계정 그룹인 위키백과의 심연으로 알려져 있다. 이 계정들을 기반으로 위키백과 중심의 버라이어티 및 코미디 쇼를 진행한다. 위키백과를 호스팅하는 비영리 단체인 위키미디어 재단에 의해 2022년 올해의 미디어 기여자로 선정되었다.
2023년 6월, 브루클린 공원에서 영원한 스튜를 조직하여 상당한 소셜 미디어 관심을 받았다.

## 어린 시절과 교육
1999년 11월 27일에 태어나, 그랜드래피즈에서 자랐다. 성장하면서 K–12 그랜드래피즈 기독교 학교에 다녔다. 대학에 가기 전, 갭이어를 보내며 시카고에서 아메리코프를 통해 STEM 튜터로 봉사했다. 갭이어가 끝난 후, 2019년에 미시간 대학교에 입학하여, 2022년에 신경과학 이학사 학위를 받고 졸업했다.

## 위키백과

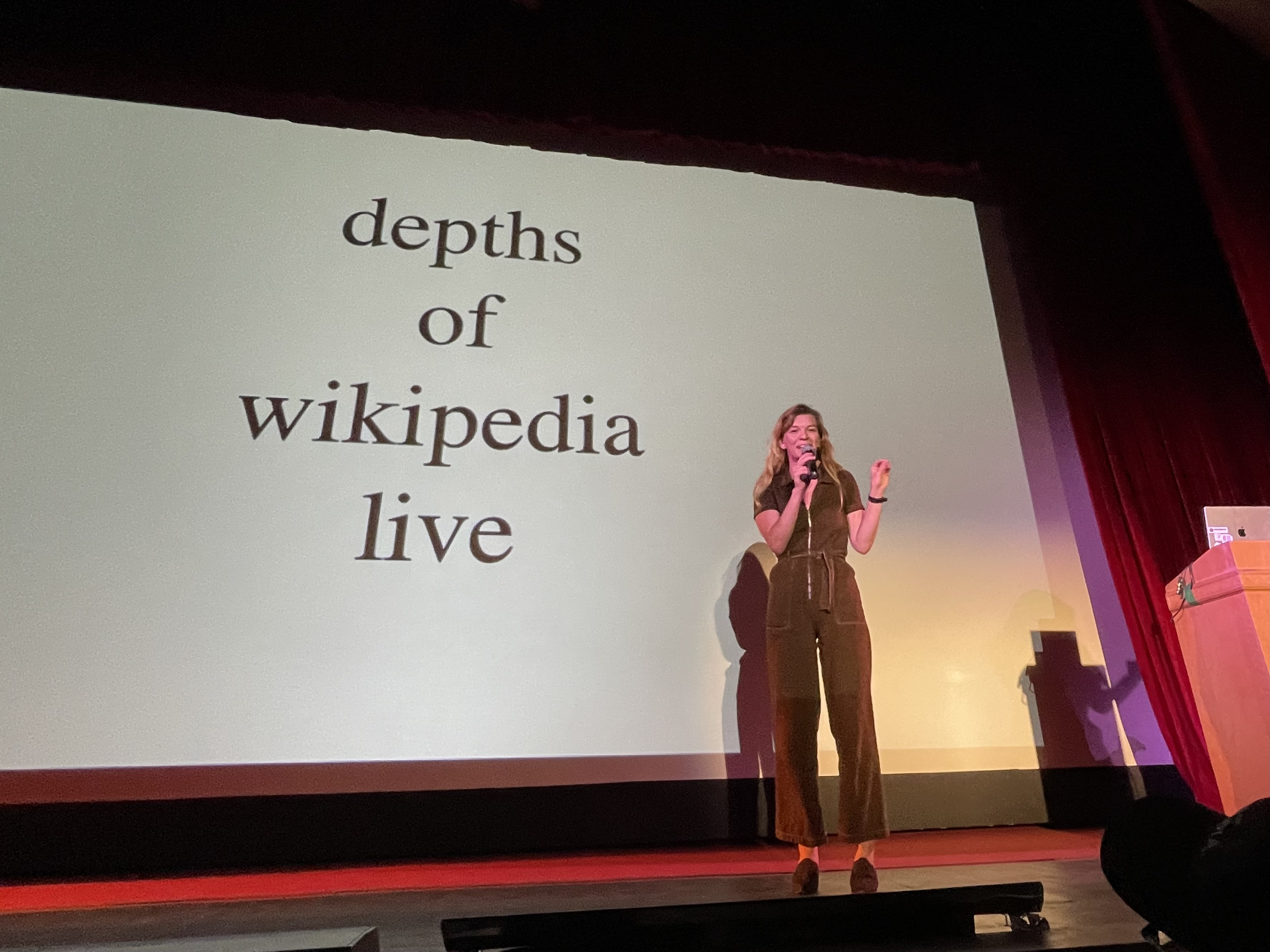
자신의 소셜 미디어 계정인 위키백과의 심연에서 영감을 받은 라이브 쇼를 공연했다.

중고등학교 때 위키레이싱을 하면서 위키백과에 관심을 갖게 되었다. 미시간 대학교 2학년이었던 코로나19 봉쇄 기간 동안, 위키백과에 기록된 "기이하고 멋진"  사실들을 알려주는 소셜 미디어 계정인 위키백과의 심연을 만들었다. 2020년 4월에 인스타그램에서 처음 계정을 만들었느며, 이후 틱톡과 트위터에도 만들었다. 이 계정들은 합쳐서 수백만 명의 팔로워를 보유하고 있다.
위키백과의 심연 소셜 미디어 계정 외에도, 위키백과 중심의 버라이어티 및 코미디 쇼를 진행하며 2022년과 2023년에 투어를 가졌다. 라우어더의 첫 대면 코미디 공연은 2021년 7월에 있었고, 이후 전국적인 코미디 투어 시리즈로 확장되었다. 그녀의 쇼는 위키백과의 심연의 온라인 콘텐츠와 유사한 위키백과 스크린샷 슬라이드 프레젠테이션과 코미디 해설을 포함한다.
2022년 8월, 위키백과를 호스팅하는 비영리 단체인 위키미디어 재단에 의해 2022년 올해의 미디어 기여자로 선정되었다. 2022년 10월, 슬레이트 (잡지)에 러시아 사업가의 의문사에 대한 위키백과 기사에 대해 글을 썼으며, 검열에 직면한 지역에서 정보원으로서 백과사전의 유용성을 강조했다. 2023년 기준, 위키백과의 문화사에 관한 책을 작업 중이다.

## 영원한 스튜

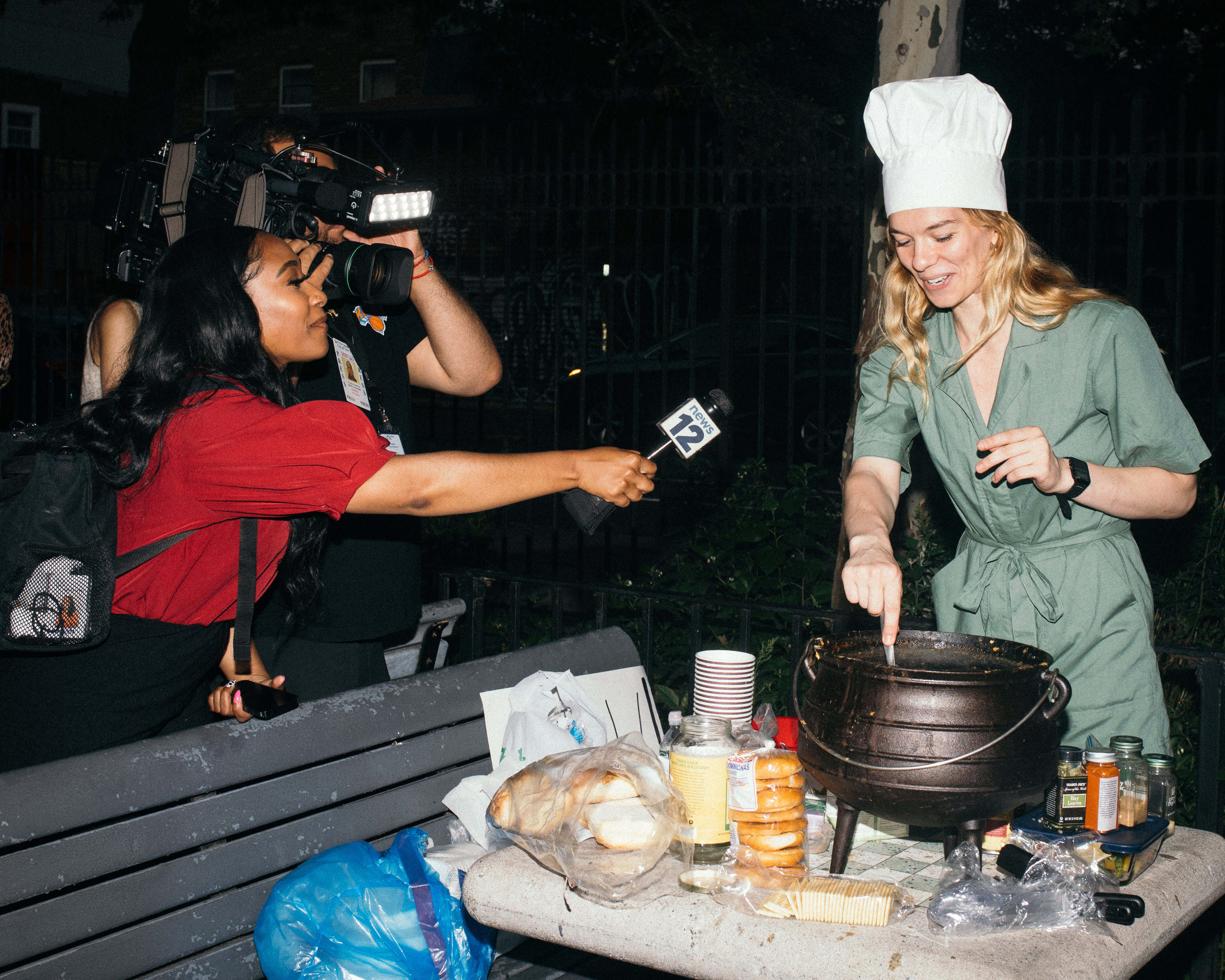
라우어더가 뉴스 12와 그녀의 영원한 스튜에 대해 인터뷰하고 있다.

2023년 6월 7일, 자신의 아파트에서 슬로우 쿠커에 비건 감자 리크 스튜를 만들기 시작했다. 영원한 스튜의 개념에서 영감을 받아, 매 식사 후 스튜의 일부를 보존하고 더 많은 육수와 재료를 보충했다. 결국 "스튜 나이트"를 대중에게 확대하여 부시윅, 브루클린의 페르미 공원에서 야외 모임을 주최했고, 사람들은 스튜에 기여하고 소비했다. 참가자들은 비건 재료를 가져오도록 권장되었으며, 약 300명이 스튜에 기여했다. 스튜는 60일 동안 조리되었으며, 2023년 8월 6일에 종료되었다.
이 행사는 "인터넷 센세이션"이자 "Z세대 사이에서 큰 인기"로 묘사되며 상당한 소셜 미디어 관심을 끌었다. 틱톡에 스튜의 진행 상황을 기록했으며, 일부 게시물은 수백만 조회수를 기록했다. 라우어더가 유지 관리한 스튜 기록 웹사이트 덕분에 이 행사는 추가적인 관심을 얻었다.

## 개인 생활
2021년 인스타그램 인플루언서 캐롤라인 캘러웨이로부터 고양이를 입양했다. 2023년 기준으로, 뉴욕 브루클린의 한 아파트에 살고 있다.

## 선택된 작품
- Rauwerda, Annie (2021년 5월 11일). “Billy Magic and the internet's unabashed enthusiasm for public transit”. 《더 미시간 데일리》.
- Rauwerda, Annie (2021년 7월 14일). “College quantified”. 《The Michigan Daily》.
- Rauwerda, Annie (2021년 9월 15일). “Stars, they're just like us: Why astrology sticks around”. 《The Michigan Daily》.
- Rauwerda, Annie (2022년 10월 21일). “Russian oligarchs keep dying in suspicious ways. Wikipedia is keeping a list.”. 《슬레이트 (잡지)》.
- Rauwerda, Annie (2023년 1월 18일). “Wikipedia's redesign is barely noticeable. That's the point.”. 《Slate》.
- Rauwerda, Annie (2023년 4월 12일). “In search of Wikipedia's shrug guy”. 《Defector》.